# Liste der Baudenkmale in Ziltendorf
Die Liste der Baudenkmale in Ziltendorf enthält alle Baudenkmale der brandenburgischen Gemeinde Ziltendorf und ihrer Ortsteile. Grundlage ist die Landesdenkmalliste mit dem Stand vom 31. Dezember 2021.

## Baudenkmale in den Ortsteilen
In den Spalten befinden sich folgende Informationen:
- ID-Nr.: Die Nummer wird vom Brandenburgischen Landesamt für Denkmalpflege vergeben. Ein Link hinter der Nummer führt zum Eintrag über das Denkmal in der Denkmaldatenbank. In dieser Spalte kann sich zusätzlich das Wort Wikidata befinden, der entsprechende Link führt zu Angaben zu diesem Denkmal bei Wikidata.
- Lage: die Adresse des Denkmales und die geographischen Koordinaten. Link zu einem Kartenansichtstool, um Koordinaten zu setzen. In der Kartenansicht sind Denkmale ohne Koordinaten mit einem roten beziehungsweise orangen Marker dargestellt und können in der Karte gesetzt werden. Denkmale ohne Bild sind mit einem blauen bzw. roten Marker gekennzeichnet, Denkmale mit Bild mit einem grünen beziehungsweise orangen Marker.
- Bezeichnung: Bezeichnung in den offiziellen Listen des Brandenburgischen Landesamtes für Denkmalpflege. Ein Link hinter der Bezeichnung führt zum Wikipedia-Artikel über das Denkmal.
- Beschreibung: die Beschreibung des Denkmales
- Bild: ein Bild des Denkmales und gegebenenfalls einen Link zu weiteren Fotos des Baudenkmals im Medienarchiv Wikimedia Commons

### Ziltendorf
| ID-Nr.                          | Lage                     | Bezeichnung                                          | Beschreibung | Bild                                         |
| ------------------------------- | ------------------------ | ---------------------------------------------------- | --- | -------------------------------------------- |
| 09115534                        | Gubener Straße 33 (Lage) | Zentralschule (heute Grundschule) Ziltendorf         | | Zentralschule (heute Grundschule) Ziltendorf |
| 0915575 Teilobjekt zu: 09115534 | Gubener Straße 33 (Lage) | Turnhalle                                            | | BW                                           |
| 09115076                        | Kirchstraße 9 (Lage)     | Zwei Bronzeglocken, im evangelischen Gemeindezentrum | Das Gemeindehaus wurde als Kirchenersatzbau errichtet und 1995 eingeweiht. Es wird sowohl für Gottesdienste als auch für Kulturveranstaltungen genutzt. Die Glocken stammen aus dem 14. und 16. Jahrhundert und hingen bis zur Zerstörung der alten Dorfkirche am Ende des Zweiten Weltkriegs in deren Kirchturm. Sie erhielten einen neuen Platz in einem offenen hölzernen Glockenträger neben dem neuen evangelischen Gemeindezentrum. Bei der Erneuerung des Glockenturms zeigte sich an der größeren Glocke ein Riss, der repariert wurde. | BW                                           |
| 0915808 Teilobjekt zu: 09115076 | Kirchstraße 9 (Lage)     | Glocke                                               | | BW                                           |